# Sphyraena flavicauda
Espèce
Sphyraena flavicauda (parfois appelé Goemon ou Tazar rouge en français paramètre de Bioref « uBIO » non reconnu ) est une espèce de poissons de la famille des Sphyraenidae.

## Description
Ce poisson atteint généralement 40 cm de longueur, et jusqu'à 60 cm. 
Il est plutôt clair avec deux bandes longitudinales brunes (pouvant s'estomper avec l'âge) et la queue jaunâtre.

## Répartition
Cette espèce se rencontre de l'Australie au niveau de la grande Barrière de Corail jusque dans le golfe Persique et en mer Rouge.

Il vit principalement dans les baies et les récifs coralliens.

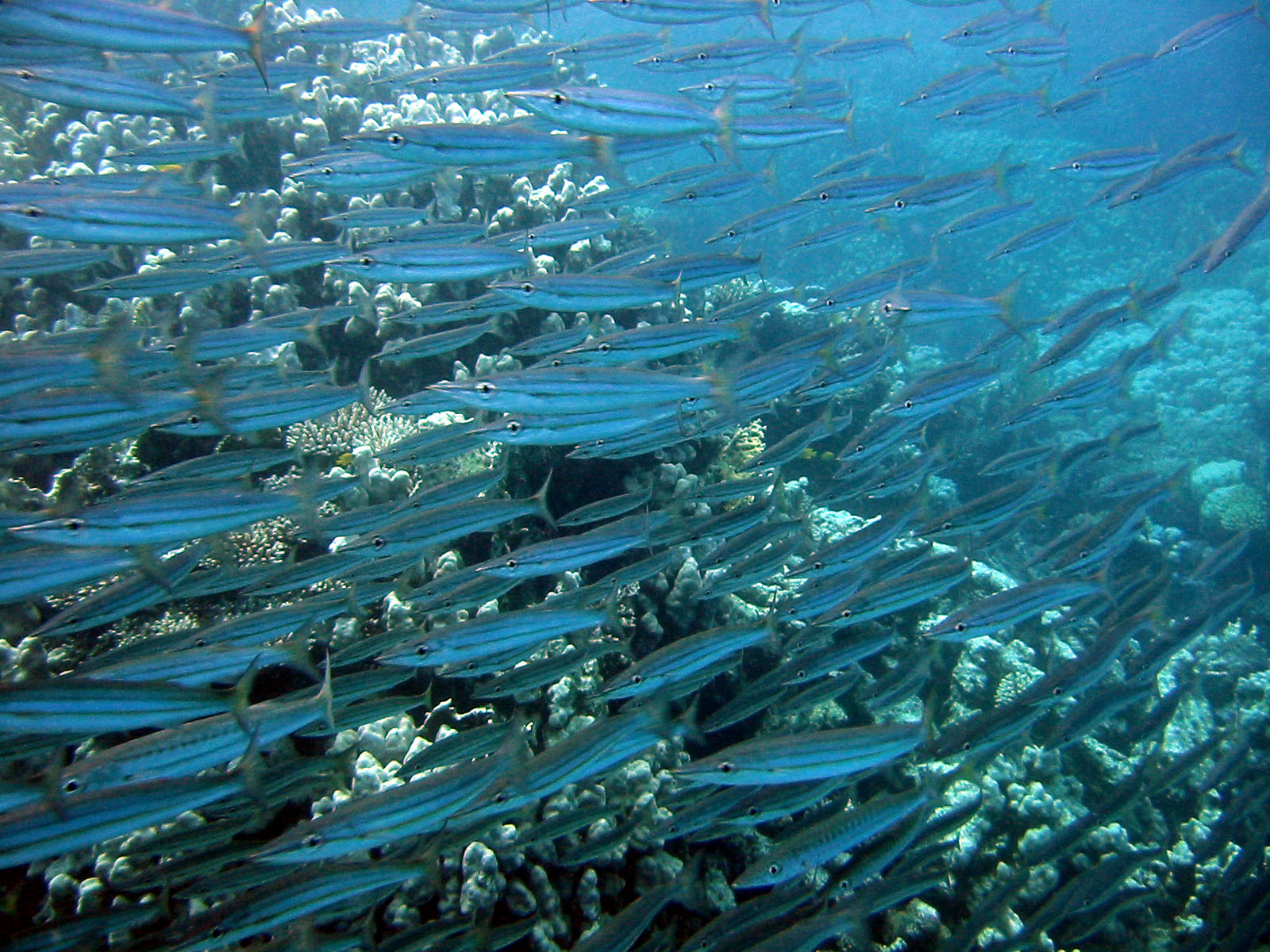
Mer rouge, Taba, Égypte
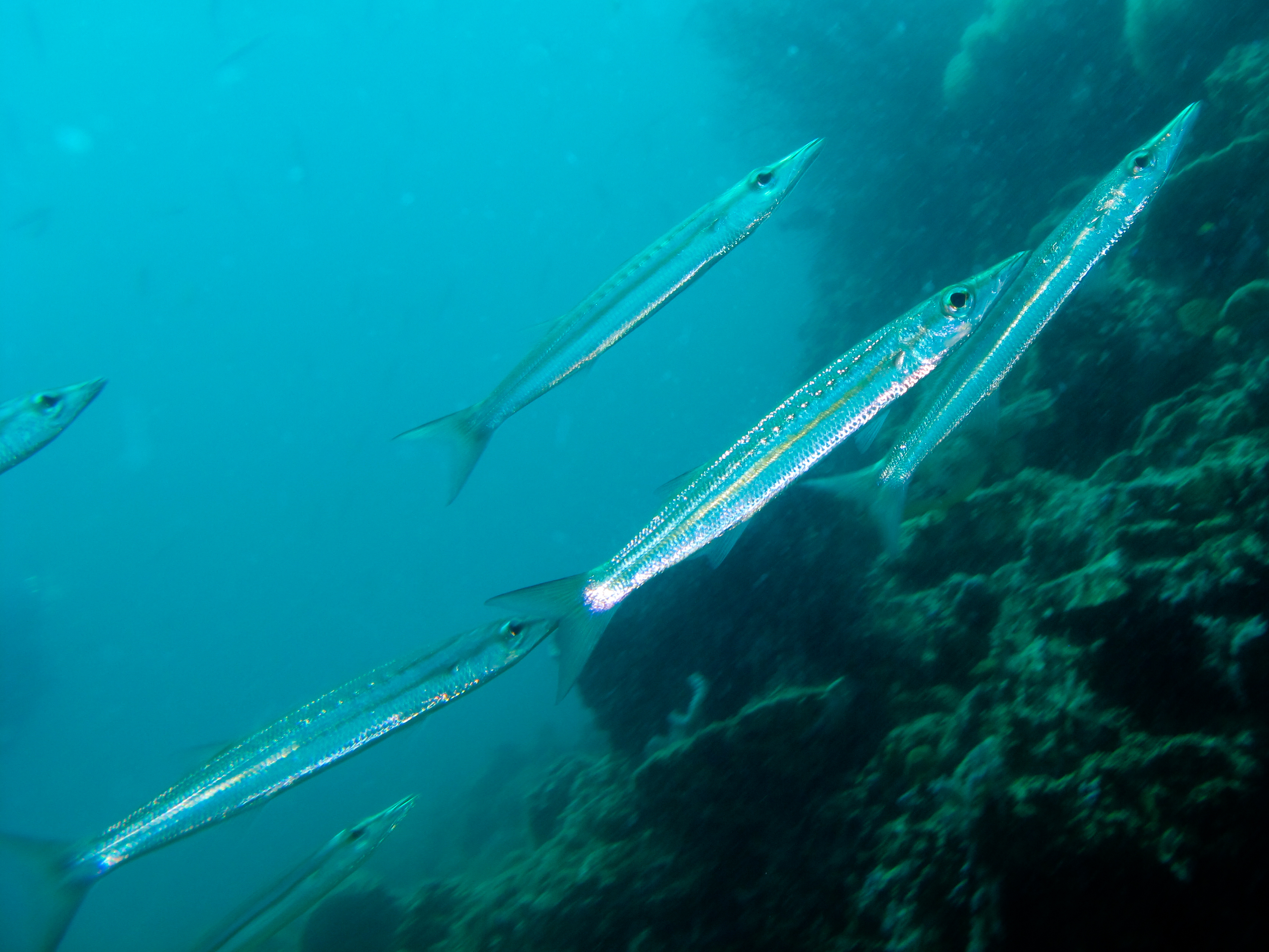
Mer d'Andaman, Parc national de Koh Lanta, Thaïlande
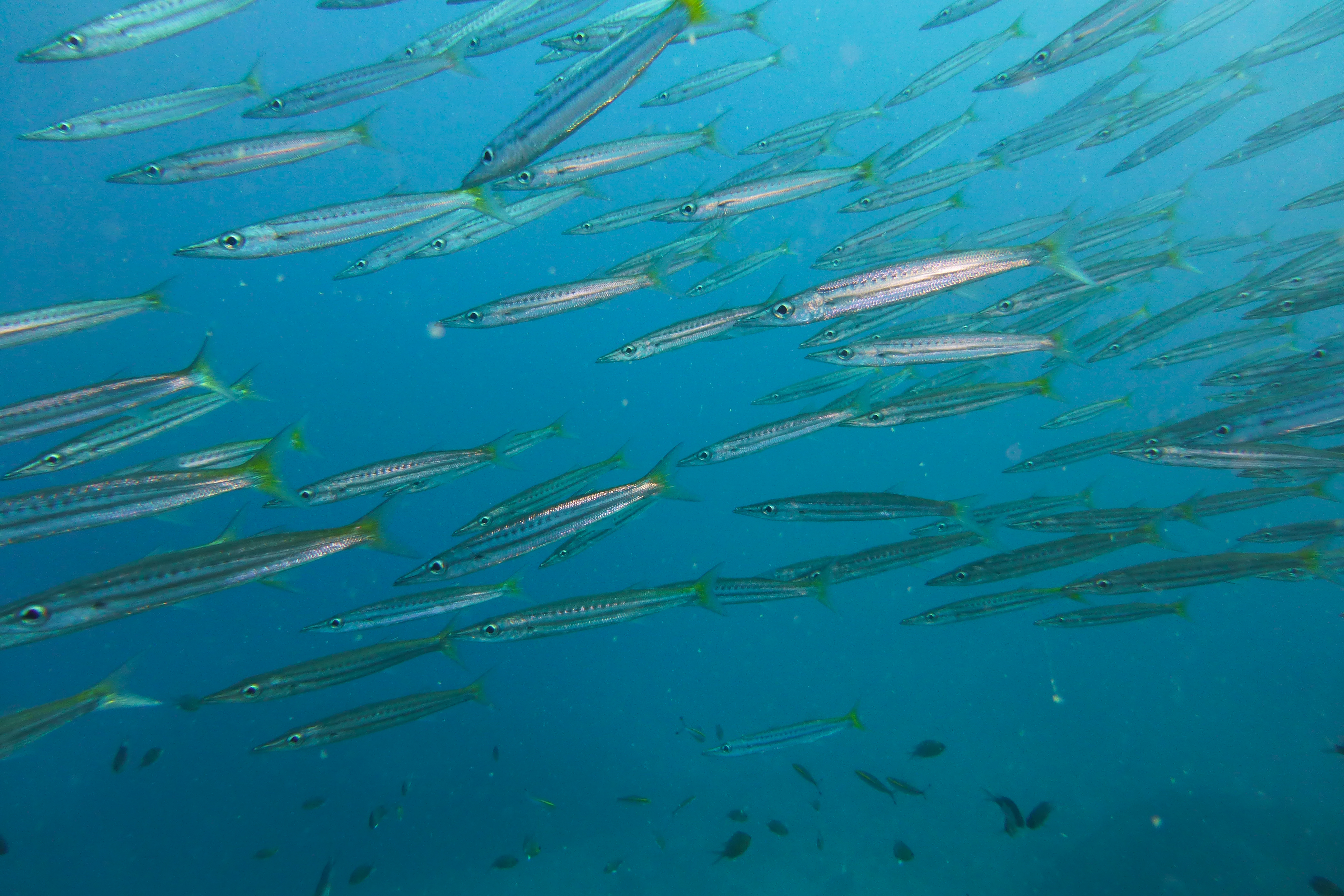
Golfe de Thaïlande, île de Ko Tao, Thaïlande